# 生月歩花
生月 歩花（いけづき ほのか)は元女優。劇団東俳に所属していた。特技はピアノ、タップダンス。中学時代には陸上競技をしていた。駅伝では関東大会出場。高校時代にはチアダンス部に所属し、全国一位の成績を残す。2021年には読売ジャイアンツのマスコットガールヴィーナスに所属した。
2022年からは、テレビ神奈川のお天気ナビゲーターを勤める。

## 出演作品

### テレビ番組
- ブラックバラエティSPドラマ「四葉ノムコウ」（日本テレビ） - エリコ 役
- 愛の劇場 いい女（朝日放送） - 由梨5歳幼少時 役（スチール出演）
- 徳光和夫の感動再会"逢いたい" （TBS） - 相談者幼少時 役
- 医龍2 （フジテレビ） - 香奈幼少時 役
- チーム・バチスタの栄光（関西テレビ） - 赤木ミキ 役
- ホンネの殿堂!!紳助にはわかるまいっ（フジテレビ） - VTR出演
- 最終警告!たけしの本当は怖い家庭の医学 名医スペシャル（朝日放送） - VTR出演
- 創ったヒト（アニマックス） - ゲスト出演
- weather report (tvk) - tvkお天気ナビゲーター

### 映画
- 宇宙ショーへようこそ - 鈴木周 役（声の出演）[2]

### CM
- さかだちラッキー（セガトイズ）
- デジタルビデオカメラ（パナソニック）

### 舞台・ミュージカル
- 劇団東俳自主公演
  - 真夏の夜の夢 アーニ 役
  - めぐりあい そして…

### その他
- 小学校生活科教科書「あたらしいせいかつ」（東京書籍、平成22年発行書籍）